# Пташник (масив)
Вта́чник (словац. Vtáčnik) — гірський масив в Словаччині, частина Західних Карпат.
Масив простягається із північного сходу на південний захід, між долиною річки Нітра на заході та річкою Грон на сході. На півночі переходить в масив Ж'яр, на півдні — в Трибеч. Найвища точка — гора Втачник (1346 м, 48°37′30″ пн. ш. 18°38′00″ сх. д. / 48.625° пн. ш. 18.633333333333° сх. д.).
Протікають річка Бистриця і Трубінський потік.